# Igreja Matriz de Barcelos
Igreja Matriz de Barcelos eller Igreja Matriz de Santa Maria de Barcelos, också känd som Colegiada är en kyrka i Barcelos, Portugal, tillägnad Jungfru Maria.

## Plats
Kyrkan är belägen i Barcelos historiska centrum, intill ruinerna av Paço dos Condes de Barcelos och nära floden Cávado. Utanför huvudfasaden står Pelourinho de Barcelos placerad, vilket är en stolpe av sten där missdådare bands och fick sin bestraffning.

## Byggnadsstil
Kyrkan är byggd i en stil som härrör från övergången från romansk stil till gotik.

## Historia

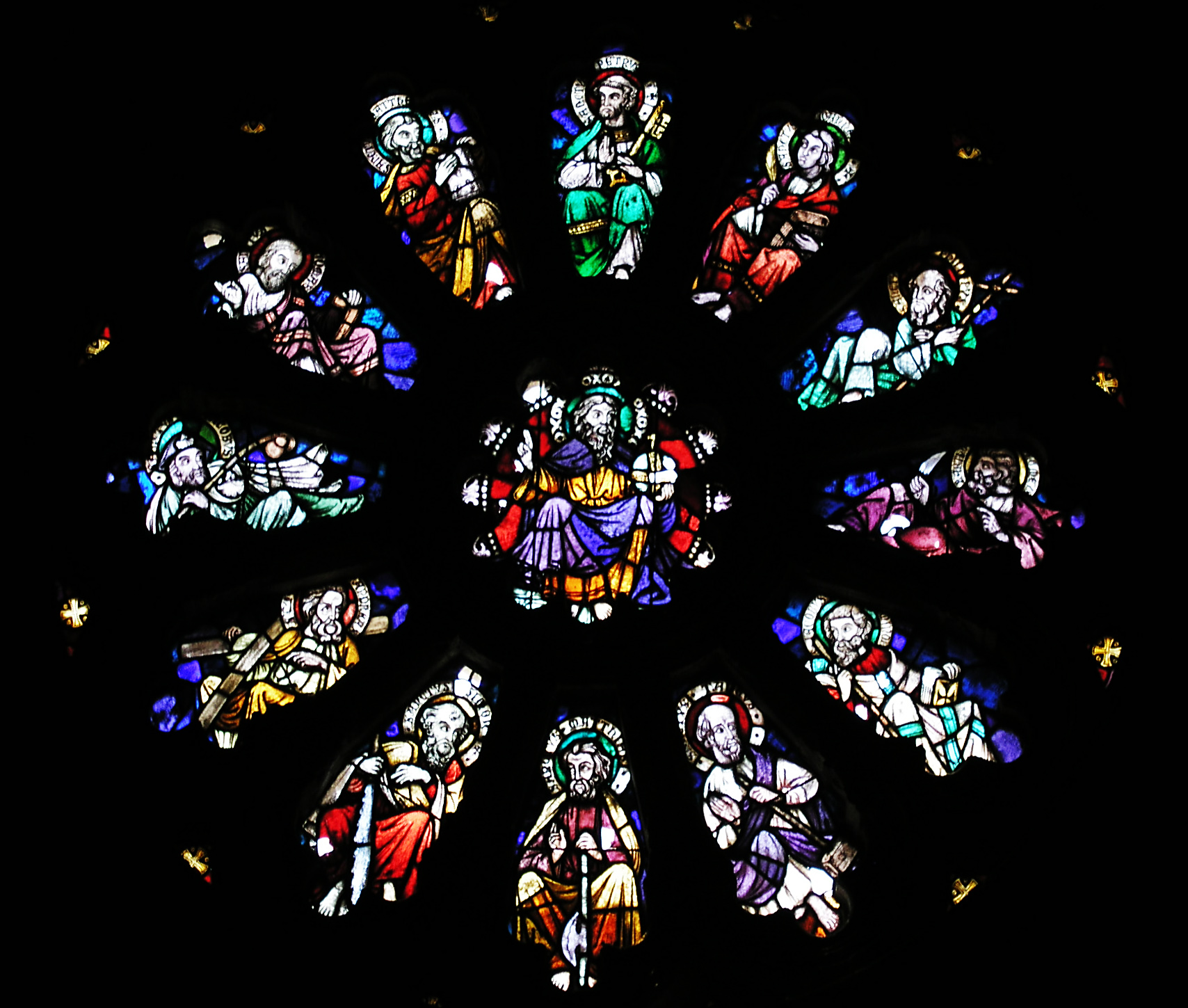
Rosenfönster

Kyrkan i Barcelos började byggas på 1200-talet och genomgick flera förändringar under århundradena (utbyggnad, delvis rivning och ombyggnader).
Under 1400-talet, ca 1464, omvandlade D. Fernando, andra hertigen av Braganza, och nionde greven av Barcelos, kyrkan till en kollegialkyrka. Under 1500-talet genomgick kyrkan en rad förändringar genom beslut av Diogo de Sousa, ärkebiskop av Braga.
Kyrktornet byggdes i början av 1700-talet och i början av 1900-talet lades ett rosenfönster in i huvudfasaden, huvudskeppet byggdes om, ett par sidokapell byggdes ut, och orgeln flyttades till platsen för det gamla altaret. 

## Kyrkan

### Interiör

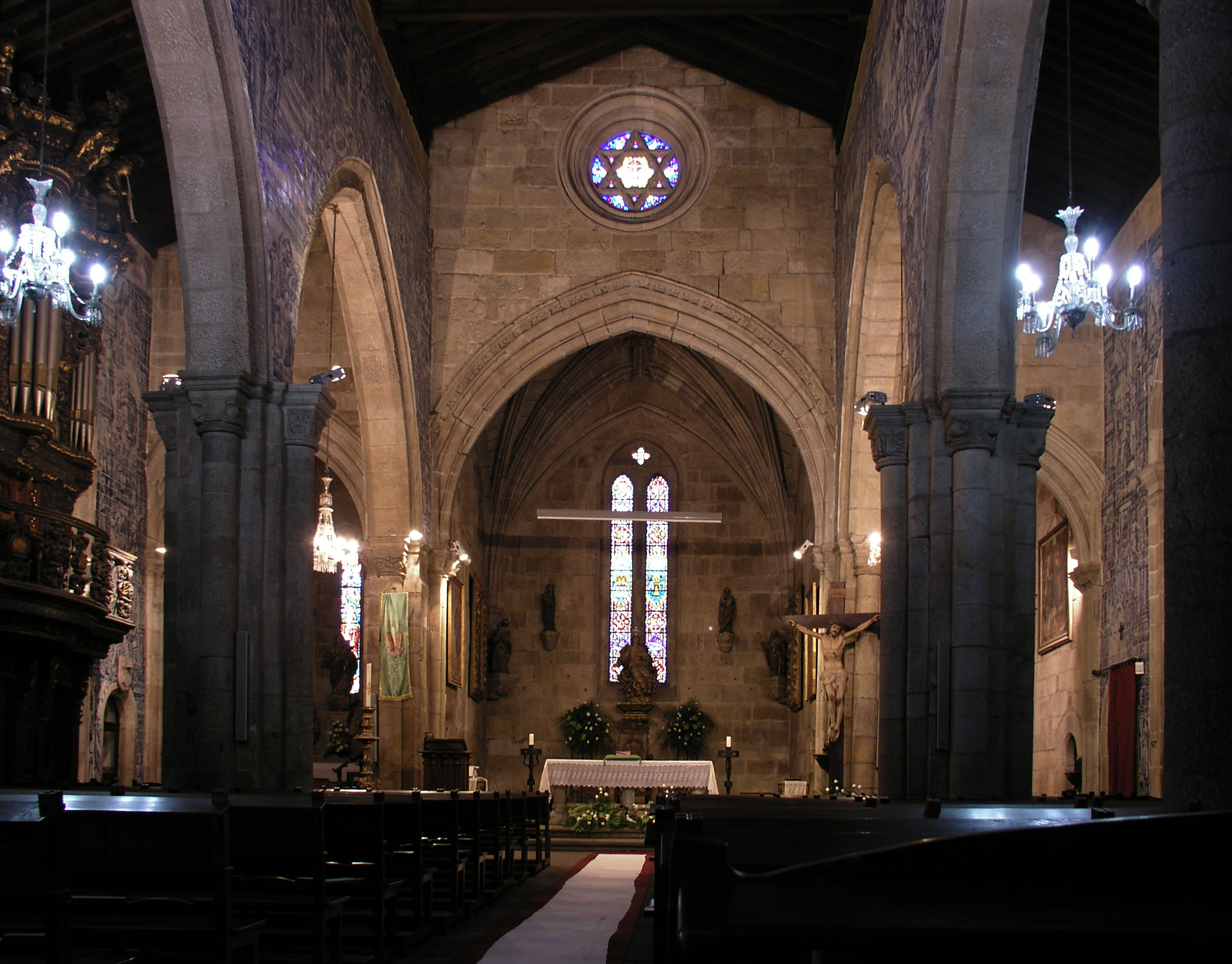
Huvudskeppet med altaret

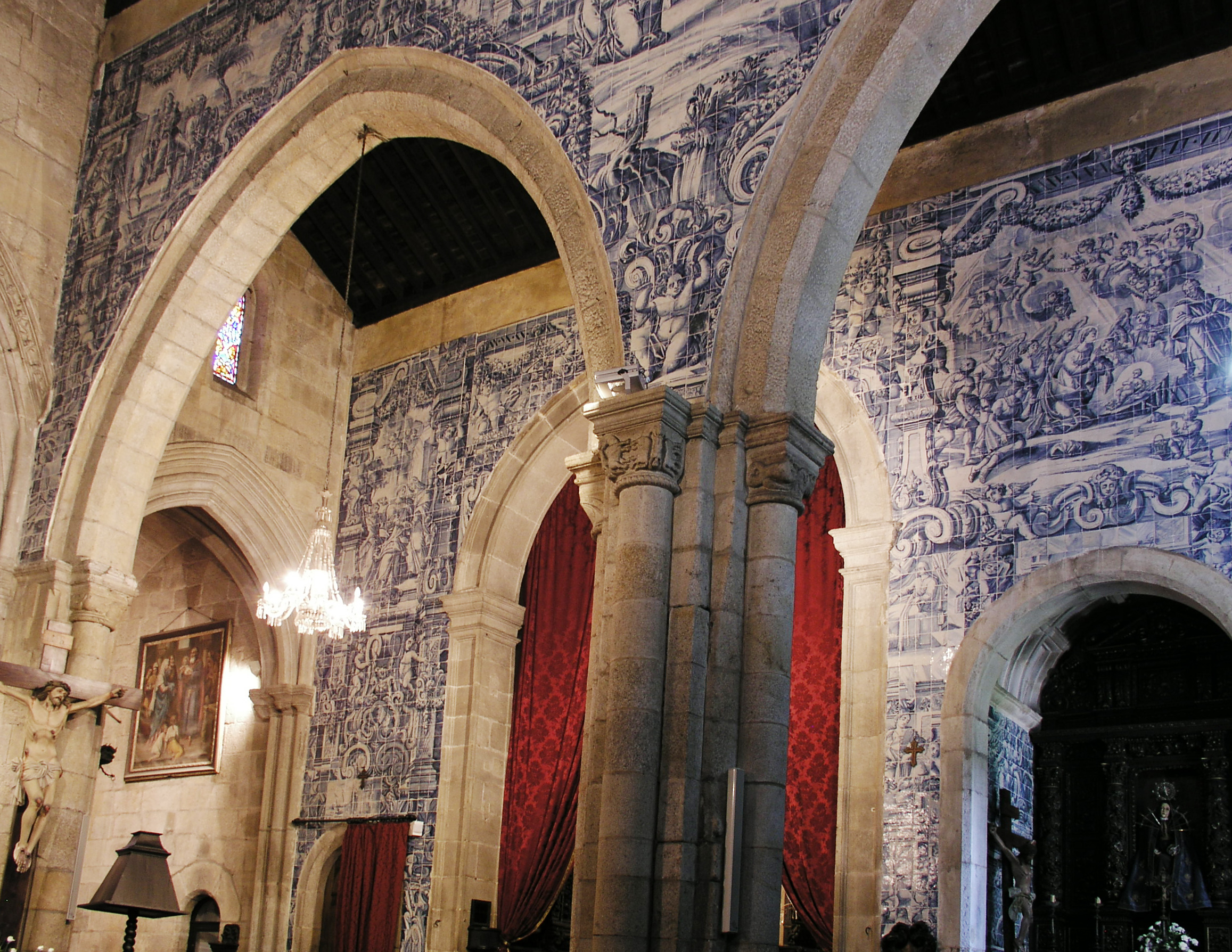
Kakelplattor

Inuti kyrkan, som består av tre skepp, finns fjorton kakelväggar av blåvitt kakel från 1700-talet. Det fanns fler paneler, men några togs bort under renoveringar som gjordes i början av nittonhundratal.
Inne i kyrkan finns det några skulpturer:
- Jungfru Maria (Nossa Senhora da Assunção) – två skulpturer, varav den senaste är från 1700-talet.
- Senhora da Franqueira – skulptur från mitten av 1400-talet. I denna skulptur bär madonnan Jesusbarnet (träskulptur) i sina armar.
- Stenskulptur från 1300-talet.

### Exteriör
- På huvudfasaden finns en portal med fyra valv, som står på åtta små pelare, flankerade av två strävpelare.
- I altardelen av kyrkan finns också strävpelare.
- På norra sidan finns en portal.

## Klassificering
Kyrkan har klassats som nationalmonument genom dekret 14 425, DG 228, daterat 15 oktober 1927.